# شهرستان حبان
ناحیهٔ حبان (به عربی: حبان) یک ناحیه در یمن است که در استان شبوه واقع شده‌است.
ناحیهٔ حبان ۲۹٬۸۴۶ نفر جمعیت دارد.